# Eusebio da Guarda
Eusebio da Guarda González (Corunha, 1825 — Corunha, 20 de março de 1897), foi um empresário e filantropo galego.

## Biografia
Filho de um sapateiro português chamado Gonzalo da Guarda e de uma corunhesa chamada Lorenza González, formou-se como piloto, tendo ingressado na marinha mercante. Trabalhou com o armador de origem cubana, Juan Menéndez Fuertes, e arrecadou para a cidade da Corunha uma representação dos vapores de Antonio López e da Companhia Transatlântica Espanhola.
Menéndez morreu em 1852 e dois anos depois, Eusebio casou com a sua viúva, Modesta Goicouría Cabrera, que era onze anos mais velha que ele. Junto com ela reuniu uma grande fortuna que empregou na construção de grandes edifícios. Construiu o Instituto de Educação Secundária, as Escolas da Guarda e o mercado da praça de Lugo. Realizou a reconstrução da Igreja de Santo André, propriedade do grémio de mareantes (com quem manteve um acordo de nove anos), na condição de que ele e a sua esposa fossem enterrados nela. A igreja é uma capela castrense desde 1937.

## Galeria

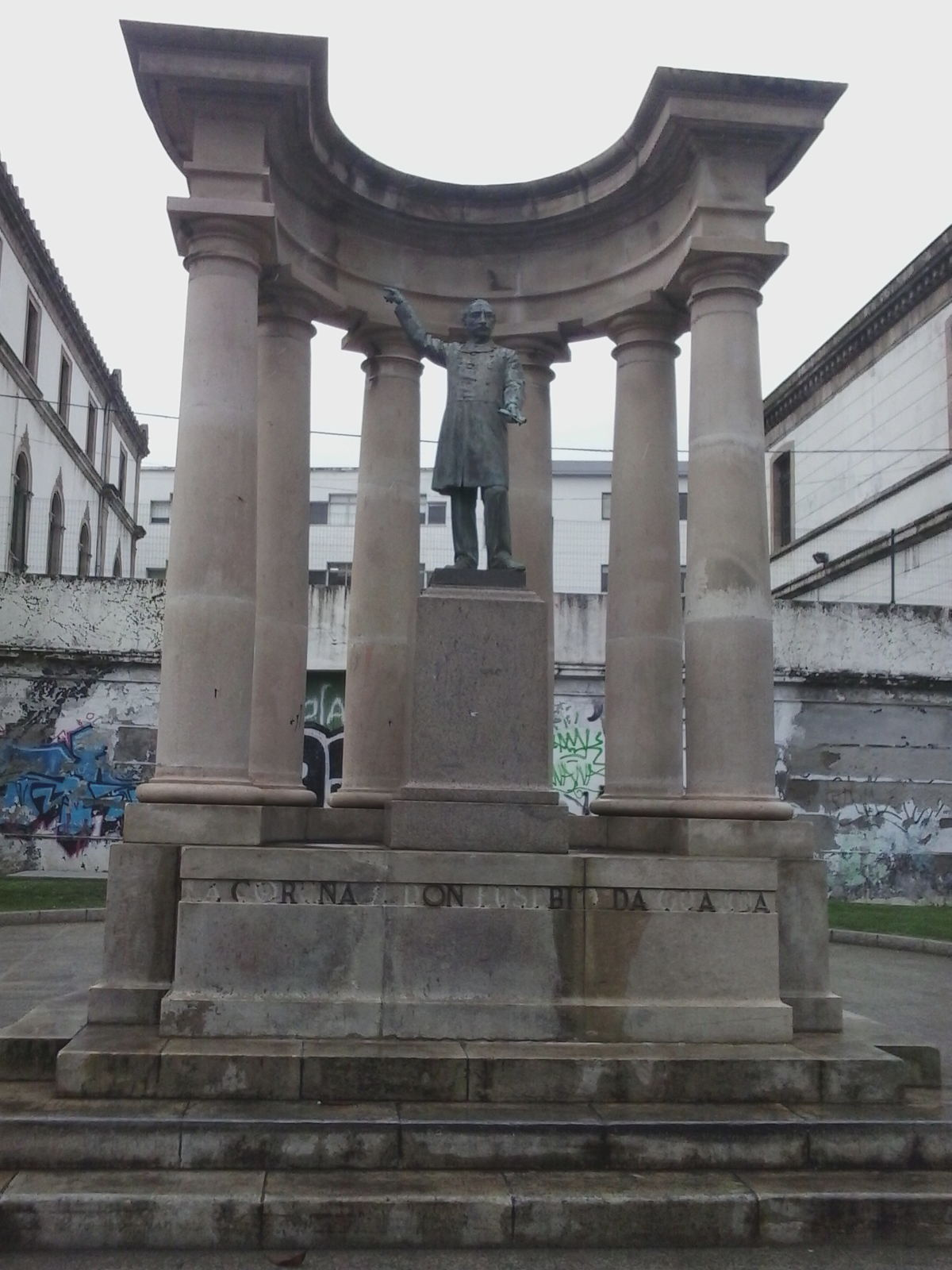
Monumento a Eusebio da Guarda na praça de Pontevedra, Corunha.
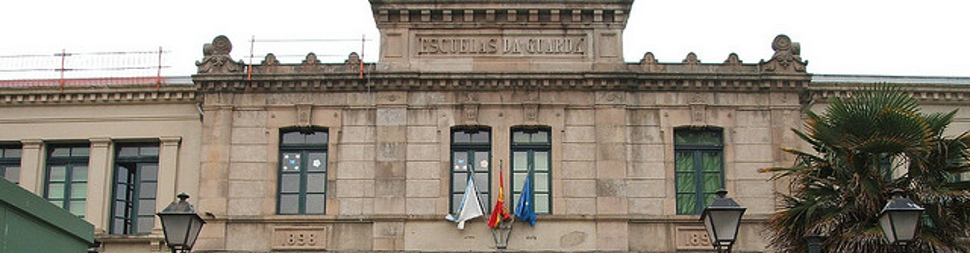
Colégio de Educação Infantil e Primária Eusebio da Guarda na praça de Pontevedra, Corunha.
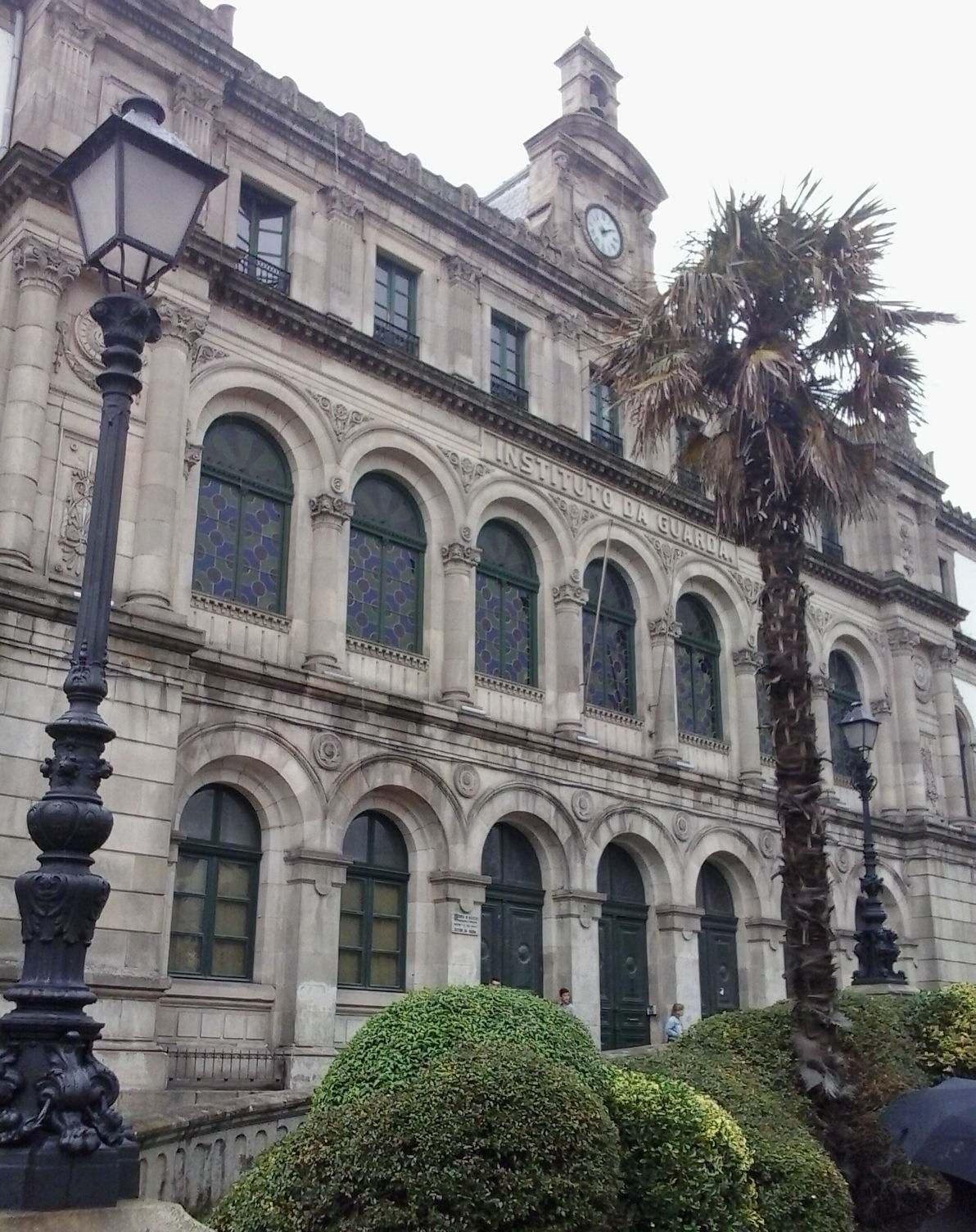
Instituto de Educação Secundária Eusebio da Guarda.
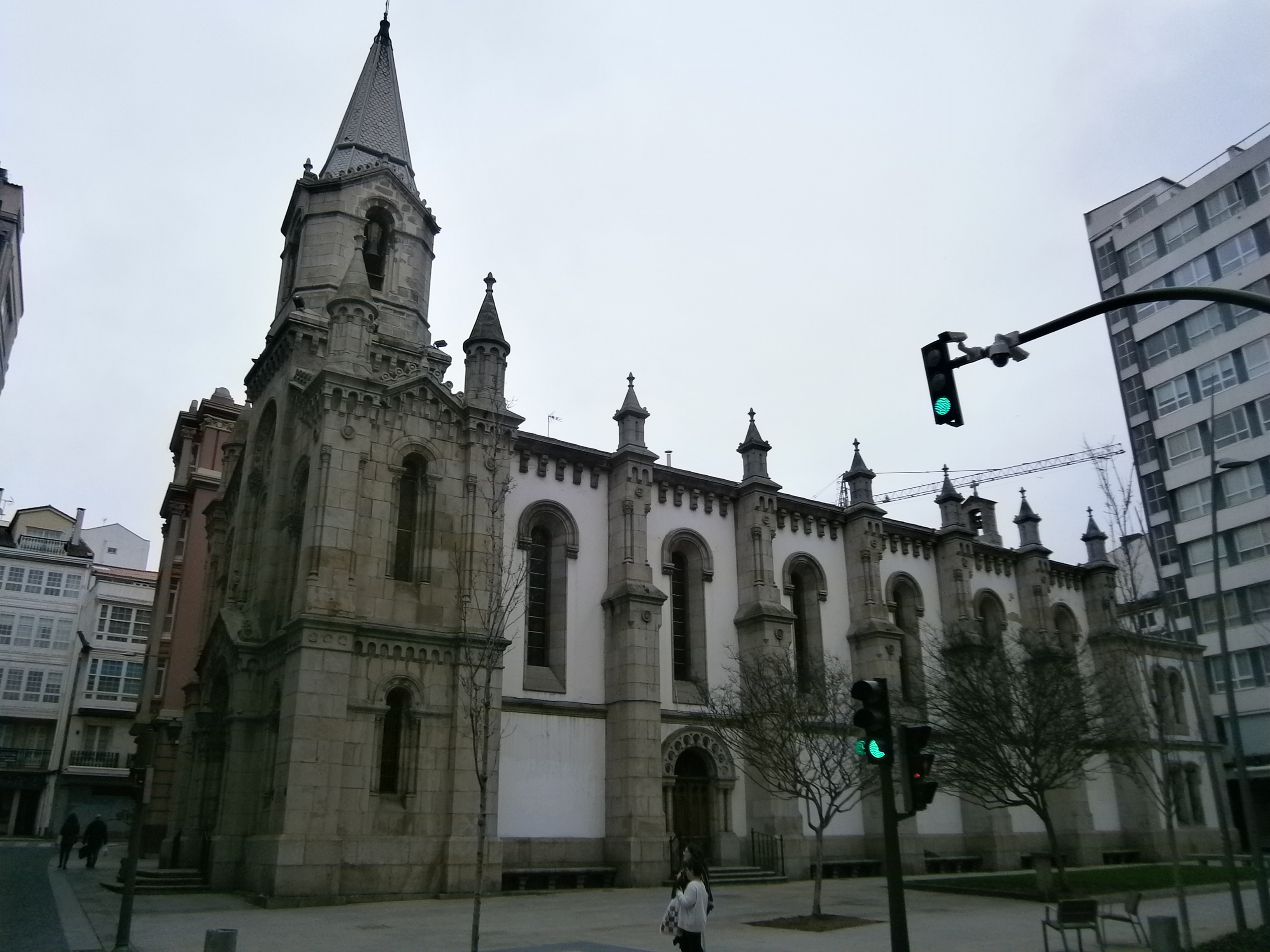
Igreja de Santo André.